# Jiří Menzel
Jiří Menzel (ejtsd: jirzsi mencel, Prága, 1938. február 23. – Prága, 2020. szeptember 5.) cseh filmrendező, színházi rendező, színész. A csehszlovák új hullám kiemelkedő alakja. Az 1967-ben rendezett Szigorúan ellenőrzött vonatok című filmje, elnyerte a legjobb idegennyelvű film kategória Oscar-díját.

## Élete
A prágai Művészeti Főiskola filmművészeti szakán (FAMI) szerzett filmrendezői diplomát 1962-ben.
1956–57-ben a prágai televízió asszisztense volt. 1963-ig a Csehszlovák Híradó munkatársaként Věra Chytilová asszisztense, 1963–1965 között egy filmstúdió rendezője volt. 1965-től rendezőként dolgozott a Barrandov Studio filmstúdióban. 1965-ben készítette első rövidfilmjeit. 1971-ben Svédországban, 1977–78-ban az NSZK-ban, valamint Svájcban vendégrendező volt.
Közismert a barátsága sok magyar művésszel. Játszott több magyar filmben (például Szívzűr – Böszörményi Géza, Felhőjáték – Maár Gyula, Franciska vasárnapjai – Simó Sándor, Az ajtó – Szabó István); színdarabot is rendezett Magyarországon. A Katona József Színházban, Carlo Gozzi Szarvaskirály című darabját vitte színre. Tanított a londoni filmfőiskolán. 2004-ben a Magyar Köztársasági Érdemrend középkeresztje a csillaggal kitüntetésben részesült.
2020. szeptember 5-én, 82 éves korában koronavírus következtében hunyt el.

## Filmjei

### Színészként
- Mennyezet – 1961 (rendező: Vera Chytilová)
- A vádlott – 1964 (rendezők: Ján Kadár és Elmar Klos)
- Mindennapi bátorság – 1964 (rendező: Evald Schorm)
- Ha ezernyi klarinét – 1964 (rendezők: Ján Roháč és Vladimír Svitáček)
- Nőtlen urak panziója – 1965 (rendező: Jirí Krejcík, TV-film)
- Senki sem fog nevetni – 1965 (rendező: Hynek Bocan)
- Bloudění – 1966 (rendezők: Jan Curík és Antonín Mása)
- Vihar a lombikban – 1967 (rendező: Hynek Bocan, Vladimír Páral kisregényéből)
- A hullaégető – 1968 (rendező: Juraj Herz, Ladislav Fuks kisregényéből)
- Hatan hetedhét országon át – 1971
- Harminc lány és Pithagorasz – 1973
- Játék az almáért – 1976 (rendező: Vera Chytilová)
- Modrá planeta – 1977 (rendező: Jirí Svoboda)
- Die Frau gegenüber – 1978
- Minden szerdán – 1979 (rendező: Gyarmathy Lívia)
- Koportos – 1979 (rendező: Gyarmathy Lívia)
- Szívélyes üdvözlet a Földről – 1982 (rendező: Oldřich Lipský)
- Szívzűr  – 1982 (rendező: Böszörményi Géza)
- Felhőjáték – 1983 (rendező: Maár Gyula)
- Vámpír négy keréken – 1983 (rendező: Juraj Herz)
- Albert – 1985
- Én vagyok a szomszédom – 1987
- Gyöngéd barbár – 1990 (rendező: Petr Koliha)
- Általános iskola – 1991 (rendező: Jan Svěrák)
- Kis apokalipszis – 1993 (rendező: Costa-Gavras)
- Joint venture – 1994
- Franciska vasárnapjai – 1996 (rendező: Simó Sándor)
- Túlságosan zajos magány – 1996 (rendező: Véra Caïs, Bohumil Hrabal művéből)
- Hótündér – 1998
- Világszám! – 2004
- Rokonok – 2005 (rendező: Szabó István, Móricz Zsigmond regényéből)
- Prágai utazás – 2006 (rendező: Mispál Attila, dokumentumfilm)
- A bárány utolsó megkísértése – 2007 (rendező: Szilágyi Andor)
- Operace Dunaj – 2009
- Signál – 2012
- Az ajtó – 2012
- Tlmocník – 2018 (rendező: Martin Sulík)

### Rendező és író
| Év   | Magyar cím                                           | Eredeti cím                                           | Feladatkör | Feladatkör | Megjegyzések                                                           |
| Év   | Magyar cím                                           | Eredeti cím                                           | Rendező    | Író        | Megjegyzések                                                           |
| ---- | ---------------------------------------------------- | ----------------------------------------------------- | ---------- | ---------- | ---------------------------------------------------------------------- |
| 1965 | Gyöngyök a mélyben                                   | Perlicky na dne                                       | Igen       | Igen       | szkeccsfilm Bohumil Hrabal elbeszéléseiből Baltazár úr halála szegmens |
| 1965 | Bűntény a leányiskolában                             | Zločin v dívčí škole                                  | Igen       | Igen       | Bűntény a leányiskolában szegmens rendezője                            |
| 1966 | Szigorúan ellenőrzött vonatok                        | Ostře sledované vlaky                                 | Igen       | Igen       | Hrabal regényéből                                                      |
| 1968 | Szeszélyes nyár                                      | Rozmarné léto                                         | Igen       | Igen       | Vladislav Vančura elbeszéléséből                                       |
| 1968 | Bűntény a mulatóban                                  | Zločin v šantánu                                      | Igen       | Igen       |                                                                        |
| 1969 | Pacsirták cérnaszálon                                | Skřivánci na niti                                     | Igen       | Igen       | Hrabal művéből betiltották, 1990-ben mutatták be                       |
| 1974 | Aki aranyat keres                                    | Kdo hledá zlaté dno                                   | Igen       | Igen       |                                                                        |
| 1976 | Magány az erdőszélen                                 | Na samotě u lesa                                      | Igen       | Nem        |                                                                        |
| 1978 | Mesés férfiak kurblival                              | Báječní muži s klikou                                 | Igen       | Igen       |                                                                        |
| 1980 | Sörgyári capriccio                                   | Postřižiny                                            | Igen       | Igen       | Hrabal művéből                                                         |
| 1984 | Hóvirágünnep                                         | Slavnosti sněženek                                    | Igen       | Igen       | Hrabal művéből                                                         |
| 1985 | Az én kis falum                                      | Vesničko má středisková                               | Igen       | Nem        |                                                                        |
| 1986 |                                                      | Die Schokoladenschnüffler                             | Igen       | Nem        |                                                                        |
| 1989 | Vége a régi időknek                                  | Konec starých časů                                    | Igen       | Igen       | Vančura elbeszéléséből                                                 |
| 1991 | Koldusopera                                          | Žebrácká opera                                        | Igen       | Igen       | filmproducer                                                           |
| 1993 | Iván Csonkin közkatona élete és különleges kalandjai | Život a neobyčejná dobrodružství vojáka Ivana Čonkina | Igen       | Nem        | Vlagyimir Vojnovics regényéből                                         |
| 2002 | Tíz perc: cselló                                     | Ten Minutes Older: The Cello                          | Igen       | Igen       | One Moment szegmens                                                    |
| 2006 | Őfelsége pincére voltam                              | Obsluhoval jsem anglického krále                      | Igen       | Igen       | Hrabal művéből                                                         |
| 2013 | Don Juanok                                           | Donšajni                                              | Igen       | Igen       |                                                                        |

## Magyar nyelvű kötetei
- A három megesett lány esete. Komédia; ford. Bárkány Katalin, rend. Árkosi Árpád; Szigligeti Színház–Verseghy Ferenc Megyei Könyvtár, Szolnok, 1982 (A Szolnoki Szigligeti Színház műhelye)
- Hát, nem tudom...; ford. Körtvélyessy Klára; Pesti Kalligram, Bp., 1997
- Hát, nem tudom... Másodszor; ford. Körtvélyessy Klára; Pesti Kalligram, Bp., 1998
- Hát, még mindig nem tudom...; ford. Körtvélyessy Klára; Pesti Kalligram, Bp., 2004
- Hát, még mindig nem tudom...; ford. Körtvélyessy Klára; 4. bőv. kiad.; Kalligram, Pozsony, 2011
- Trabanttal a Hiltonig. Jiří Menzel Szabó G. Lászlóval beszélget; Kalligram, Pozsony, 2011

## Díjai, elismerései
- Oscar-díj (1967)
- A Magyar Köztársasági Érdemrend középkeresztje a csillaggal (2004)
- Párhuzamos Kultúráért díj (2008)[15]
- a 14. miskolci nemzetközi filmfesztivál életműdíja (2017)[16][17]